# François Hüe
Pour les articles homonymes, voir Hue.
François Hüe (1757-1819), huissier de la Chambre de Louis XVI, suivit la famille royale au Temple. 

## Biographie
François Hüe est le fils de Jules-Nicolas Hüe, greffier en chef de la maîtrise des eaux et forêts et de la capitainerie de Brie.
Adjoint de Jean-Baptiste Cléry auprès de Louis XVI. Il fut arrêté le 2 septembre 1792 et licencié. Il accompagna Marie-Thérèse de France à Vienne en 1795. Louis XVIII le créa baron en 1814. Il l'avait nommé Premier valet de chambre et trésorier général de sa Maison. En 1806, François Hüe avait publié ses Mémoires sur Les dernières années de règne et de la vie de Louis XVI.
Cependant, il est écrit dans un dictionnaire de 1860 : « Hüe François, valet de chambre du dauphin (fils de Louis XVI), fut enfermé au Temple avec la famille royale, et lui témoigna un dévouement héroïque. Il survécut à ses maîtres, et put sortir de France ; il y rentra à la Restauration, et devint premier valet de chambre de Louis XVIII. 
On a de lui les Dernières années de Louis XVI, Paris, 1814 ». 
Il est inhumé au cimetière du Père-Lachaise (39e division) avec son fils le baron André Marie Hüe (1786-1854), qui lui succéda comme Premier valet de chambre auprès de Louis XVIII puis de Charles X.